# El Guerrero del camino
The Highwayman, conocida en español como El guerrero del camino, es una miniserie de televisión protagonizada por Sam J. Jones en un futuro decadente y subnormal cercano. Fue creado por Glen A. Larson y Douglas Heyes. El episodio piloto se transmitió en septiembre de 1987, seguida por otros nueve episodios, con cambios significantes en el elenco y formato. Se transmitió hasta mayo de 1988.

## Argumento
En un futuro decadente hay muchos crímenes en las carreteras, en sus inicios o en sus finales. Surge entonces una nueva fuerza de la ley, un agente gubernamental conocido como Highwaymen ("el hombre de la autopista" o en definitiva "el guerrero del camino") quien utiliza un camión y un helicóptero con tecnología fantástica para luchar contra el mal ahí donde las demás agencias fallan.

## Reparto
- Sam Jones como Guerrero.
- Jacko como Jetto.
- Jane Badler como Tania Winthrop.
- Tim Russ como D.C. Montana

## Producción
La serie era un producto que pretendía sin éxito de aprovecharse del éxito de la serie El coche fantástico.